# Anna Nicole Smith : Destin tragique
Pour les articles homonymes, voir Anna Smith et Smith.
Pour plus de détails, voir Fiche technique et Distribution.
Anna Nicole Smith : Destin tragique (Anna Nicole) est un film américain réalisé par Keoni Waxman et diffusé en 2007.
Ce biopic est consacré à la vie de la starlette Anna Nicole Smith (1967-2007).

## Synopsis
Vickie Lynn Hogan, une mère célibataire de 17 ans, rêve de devenir mannequin et actrice, comme son modèle, Marilyn Monroe. Alors qu'elle travaille comme strip-teaseuse, elle rencontre J. Howard Marshall qui la prend sous son aile et l'invite à venir vivre chez lui, elle et son fils, Daniel.

## Fiche technique
- Titre original : Anna Nicole
- Titre français : Anna Nicole Smith : Destin tragique
- Réalisation : Keoni Waxman
- Scénario : Scott Dodgson, Joseph Nasser
- Pays :  États-Unis
- Langue : anglais
- Durée : 87 min

## Distribution
- Willa Ford : Vickie Lynn / Anna Nicole
- Patrick Ryan Anderson : Daniel
- Richard Herd : J. Howard Marshall
- Lesli Kay : Ginger
- Allison Dunbar : Cassie
- Carlease Burke : l'infirmière d'Anna
- Jayne Taini : Bea
- Christopher Devlin : Howard K. Stern
- Nick Faltas : Carl
- Lenny Hirsh : Larry Birkhead
- Jake Short : Daniel enfant
- Christian Berney : Daniel adolescent
- Eddie Velez : le photographe de Playboy
- Dan Bell : Monsieur Black
- Missy Doty : une serveuse
- Rachel Seiferth : la babysitter
- Ruth Livier : la nourrice
- Claire Malis Callaway : l'instructrice en bonnes manières
- Deb Snyder : la secrétaire de M. Black
- Tegan Summer : Dr Travis
- Joe Sagal : le médecin à Los Angeles
- Lanre Idewu : le jardinier
- Gabrielle Richens : une playmate
- Joseph Nasser : le juge
- Bobby Trendy : lui-même
- Ruby Elise Foley : une élève infirmière
- Nickolas Ballard : le barman
- Shawn Cook Contreras : le barman au club de strip-tease
- Olivia Taylor Dudley : une danseuse
- Frank Ferruccio : un client du club de strip-tease
- Alvin Lam : un journaliste à la télévision
- Mariela Navarro : un journaliste à la télévision
- David McClellan : un cowboy